# عشرب شبه لاساقي
عشرب شبه لاساقي (الاسم العلمي:Exacum subacaule) هو نوع من النباتات يتبع جنس العشرب من الفصيلة الجنطيانية.